# حسين بن حامد المحضار
حسين بن حامد المحضار (1283 - 1345 هـ) سياسي وشاعر ووزير دولة في السلطنة القعيطية. أقام مدة بجاوة، ورحل إلى الهند، فاتصل بالعائلة القعيطية، فكان له شأن في دولتهم بحضرموت، وكانت الحكومة القعيطية واثقة به كل الثقة مفوضة أمورها الداخلية والخارجية إليه. وله أبلغ الأثر في إخماد كثير من الفتن بين القبائل والإصلاح بين الحكومة والرعايا وتأمين الطرق وكان ينفق على ذلك الأموال الطائلة.
وهو شاعر حميني مبرز، وكان لشعره أثر في تكوين أمره وتقوية صلاته، وله عدة أشعار جمع أكثرها محمد سالم باحمدان في كتابه «من أشعار السيد الوزير حسين بن حامد المحضار (1865 - 1927 م): وزير الدولة القعيطية في حضرموت».

## نسبه
حسين بن حامد بن أحمد بن محمد بن علوي بن محمد بن طالب بن علي بن جعفر بن أبي بكر بن عمر المحضار بن الشيخ أبي بكر بن سالم بن عبد الله بن عبد الرحمن بن عبد الله بن عبد الرحمن السقاف بن محمد مولى الدويلة بن علي بن علوي الغيور بن الفقيه المقدم محمد بن علي بن محمد صاحب مرباط بن علي خالع قسم بن علوي بن محمد بن علوي بن عبيد الله بن أحمد المهاجر بن عيسى بن محمد النقيب بن علي العريضي بن جعفر الصادق بن محمد الباقر بن علي زين العابدين بن الحسين السبط بن علي بن أبي طالب، وعلي زوج فاطمة بنت محمد.
فهو الحفيد 36 لرسول الله محمد في سلسلة نسبه.

## مولده ونشأته
ولد بقرية الجبيل بمنطقة لجرات، بوادي دوعن الأيمن، سنة 1283 هـ، ونشأ في رعاية جده وأبيه، وحفظ القرآن مبكرا، ثم لما شب وقوى عوده سافر إلى الهند.

## حياته السياسية
كان أول صلته بالسلطان عبد الله بن عمر القعيطي، القائم آنذاك على الشحر، حين أرسله جده أحمد المحضار وأعطاه رسالة إلى السلطان عبد الله فأكرم ضيافته ووفادته في الشحر. وعندما رحل إلى الهند كانت صلته بالسلطان عوض بن عمر القعيطي وأبنائه في حيدر أباد، حيث عمل مستشارا للسلطان عوض، ثم صار وزيره المفوض، ولما عاد إلى حضرموت تولى الوزارة القعيطية بالمكلا وتوابعها في عهد السلطان عوض، ثم ابنه غالب بن عوض، فأخوه عمر بن عوض. واستمر يقوم بتدبير الشؤون في الشحر والمكلا وجبل يافع وملحقاتها سبعا وعشرين سنة انتهت بوفاته. وقد منحه آل القعيطي ثقتهم فيه كما كانوا يعطفون على السادة آل المحضار، فكتبوا بذلك الشهادات والوثائق لهم. وكان حسين بن حامد سياسيا محنكا، شديد الذكاء، حاضر الذهن، ينوب عن السلطان حينما يذهب إلى الهند، فيحكم ولا يُسأل عما يفعل. وكان يعاونه في أيام وزارته أخوه عبد الرحمن وابن أخيه علي بن حسن.
خدم حسين بن حامد الدولة القعيطية بإخلاص، ووسع نفوذها وربطها بمعظم قبائل الجنوب العربي، ومنها التقريب بين السلطنتين القعيطية والكثيرية، وعقد حلف الإخاء والصداقة (معاهدة عدن)، وعقد المعاهدات مع أهم قبائل حضرموت، فكان له من التأثير على رقعة الدولة القعيطية واستقرارها ما كان للمستشار بسمارك في توحيد ألمانيا، فلقد استعمل حسين بن حامد دهاءه وذكاءه وما يتمتع به من احترام لكونه من العلويين، إضافة إلى تضمينه التهديد العسكري في الوقت المناسب ولجوئه إلى الخدع السياسية التي استطاع بها أن يوطئ أكناف غالبية حضرموت للدولة القعيطية سلميا في أغلب الأحوال، وهكذا استولى القعيطي على وادي دوعن وأخضع آل العمودي بالعمليات العسكرية إلا أن هذا الإخضاع ما كان ليستمر لولا الدور الذي لعبه حسين بن حامد.

## وفاته
توفي في مدينة المكلا يوم الاثنين الثالث عشر من شهر ذي الحجة سنة 1345 هـ، ودفن بقبّة يعقوب. وبعد وفاته تولى الوزارة ابنه أبو بكر ثم عزل.

### استشهادات
1. ↑  الجعيدي، عبد الله سعيد بن جسار (2021). حضرموت.. قراءات في النصوص (التاريخ - الصحافة - المؤلفات). القاهرة، مصر: دار الوفاق. ص. 99.
2. ↑  الزركلي، خير الدين (2002). الأعلام (PDF). بيروت، لبنان: دار العلم للملايين. ج. الثاني. ص. 234. مؤرشف من الأصل (PDF) في 2024-07-25.
3. ↑  المشهور، أبو بكر بن علي. لوامع النور. صنعاء، اليمن: دار المهاجر. ج. الأول. ص. 322.
4. ↑  العطاس، علي بن حسين. تاج الأعراس على مناقب الحبيب صالح بن عبد الله العطاس (ط. الأولى). إندونيسيا: منارة قدس. ج. الثاني. ص. 452.
5. ↑  المقحفي، إبراهيم أحمد (2002). معجم البلدان والقبائل اليمنية. صنعاء، اليمن: دار الكلمة. ج. الثاني. ص. 1428.
6. ↑  باحمدان، محمد سالم (2010). من أشعار السيد الوزير حسين بن حامد المحضار (1865 - 1927 م): وزير الدولة القعيطية في حضرموت. المكلا، اليمن: مطابع وحدين الحديثة للأوفست.
7. ↑  باكثير، عبد الله بن محمد (1985). رحلة الأشواق القوية إلى مواطن السادة العلوية. مصر: مكتبة الإسكندرية. ص. 150.
8. ↑  باسنبل، يوسف عمر (مارس 2019). "الشاعر حسين بن حامد المحضار وزير الدولة القعيطية في حضرموت". مجلة حضرموت الثقافية. المكلا، اليمن: مركز حضرموت للدراسات التاريخية والتوثيق والنشر. ع. 11. ص. 108.
9. ↑  الحداد، علوي بن طاهر (2017). الشامل في تاريخ حضرموت ومخالفيها. عمّان، الأردن: دار الفتح. ص. 742.
10. ↑  السيد، فؤاد صالح (2011). معجم السياسيين المثقفين في التاريخ العربي والإسلامي. بيروت، لبنان: مكتبة حسن العصرية. ص. 207.
11. ↑  المشهور، عبد الرحمن بن محمد (1984). شمس الظهيرة (PDF). جدة، السعودية: عالم المعرفة. ج. الأول. ص. 281. مؤرشف من الأصل (PDF) في 2020-05-01.
12. ↑  الجبوري، كامل سلمان (2003). معجم الأدباء من العصر الجاهلي حتى سنة 2002 م. بيروت، لبنان: دار الكتب العلمية. ج. الثاني. ص. 200.
13. ↑  السقاف، عبد الرحمن بن عبيد الله (2005). إدام القوت في ذكر بلدان حضرموت. جدة، السعودية: دار المنهاج. ص. 330. مؤرشف من الأصل في 2024-11-19.
14. ↑  البكري، صلاح عبد القادر (1949). في جنوب الجزيرة العربية (PDF). القاهرة، مصر: شركة مكتبة ومطبعة مصطفى البابي الحلبي وأولاده. ص. 202.
15. ↑  السقاف، علي بن محسن (2009). الاستزادة من أخبار السادة. عمان، الأردن: دار الفتح. ج. الثاني. ص. 1048. ISBN:9789957231385.
16. ↑  البكري، صلاح عبد القادر (1936). تاريخ حضرموت السياسي (PDF). القاهرة، مصر: مطبعة مصطفى البابي الحلبي وأولاده. ج. الثاني. ص. 76.

## وصلات خارجية
- الوزير المحضار والسلطنة القعيطية.. صراع على البقاء (PDF) - الألوكة.